# Zastupnici privrednog društva
Zastupništvo je obavljanje (vršenje) pravnih poslova u tuđe ime, na osnovu ovlašćenja (dozvole) za zastupanje, pri čemu u ovoj operaciji učestvuju tri lica: zastupani (onaj u čije se ime posao zaključuje), zastupnik (onaj, koji zaključuje posao sa trećim licem), i treće lice, sa kojim zastupnik preduzima posao. Zastupništvo je moguće kod svih pravnih poslova, samo izuzetno kad su u pitanju pravni poslovi čiji je lični karakter naročito naglašen, odnosno pravni poslovi kod kojih su posebno definisani zahtevi, zakon zahteva da posao bude lično preduzet (testament ili brak). Posebno, izvestan broj pisaca definiše zastupništvo kao 
 vršenje pravnih poslova u tuđe ime i za tuđ račun.

## Osnovni pojmovi vezani za zastupanje i zastupnike
Privredna društva su pravna lica koja ne mogu direktno istupati u pravnom prometu radi realizacije svoje delatnosti iz konstitutivnih akata, već to mogu samo preko svojih Zastupnika. Privredni subjekti preuzimaju obaveze u pravnom prometu putem zastupanja. Zastupnik istupa u ime i za račun privrednog društva ili preduzetnika, te su time preuzeta prava i obaveze iz zaključenih pravnih poslova putem zastupanja prava i obaveza tog društva. Tačnije, privredna društva zastupaju zastupnici društva koji su to po samom zakonu. Prema "Zakonu o privrednim društvima", privredno društvo zastupa direktor, naime to proizilazi iz samog statusa direktora društva kapitala, izražavajući volju tog društva. Kada konkretno govorimo o privrednim društvima, trebalo bi da se tačno odredi broj članova koji mogu zastupati društvo, pri čemu se njihova ograničenja za zastupanje definišu aktima društva. Zapravo, pored direktora privrednog društva, kao zastupnici se mogu odrediti i druga lica - Statutarni zastupnici. Njihovo određivanje nije obavezno, ali ukoliko se odrede, potrebno je njihovo obavezno registrovanje u slučajevima kada se određuje više statutarnih zastupnika, radi eventualnog dejstva prema trećim licima. Ukoliko u aktu društva koji se deponuje u registar, o ovome nije ništa definisano, treba pretpostaviti da se radi o samostalnim zastupnicima. Pored ukratko definisanih pojmova, zastupanje privrednog društva se može zasnivati i na izjavi volje zastupanog (punomoćje), punomoćju po zaposlenju i aktu nadležnog organa.

## Privredni subjekti i punomoćnici
Punomoćnici imaju pravo da koriste svoja prava koja su dobili od zastupnika privrednog društva, tačnije pisano ovlašćenje za zastupanje koje vlastodavac pravnim poslom daje punomoćniku. Naime, punomoćje može dati svako pravno lice, odnosno njegov zakonski zastupnik izražavajući njegovu volju. Vredi napomenuti, da punomoćje drugom licu mogu dati i punomoćnici po zaposlenju kao i lica ovlašćena za zastupanje aktom nadležnog organa. Bitna napomena: davanje punomoćja za zastupanje privrednog društva drugom licu ne prestaje ovlašćenje zastupnika koji je dao punomoćje. Punomoćje se može dati kako fizičkom licu, tako i pravnom licu. Prema obimu ovlašćenja i krugu poslova, zakon o obligacionim odnosima definiše pet formi punomoćja:
- opšta (generalna) punomoć
- posebna (specijalna) punomoć
- poslovna punomoć (opšta i posebna)
- punomoć trgovinskog putnika (opšta i posebna)
- ovlašćenje punomoćnika po zaposlenju[3]

### Ugovorno zastupništvo (punomoćstvo)
Ugovorno zastupništvo je zastupništvo koje se zasniva na ugovoru između zastupanog i zastupnika, dok se ovlašćenje za zastupanje zove punomoćje, bez obzira da li je usmeno ili pismeno. Bilo za neki ugovor ili bilo koji drugi pravni posao važi isto što i važi za punomoćje za zaključenje ugovora, odnosno za preduzimanje posla. 

## Ovlašćenja zastupnika privrednog društva
Prema Zakonu o privrednim društvima zastupnik je ovlašćen da u ime privrednog društva (ili preduzetnika), u granicama svojih ovlašćenja, zaključuje ugovore i vrši pravne radnje kao i da zastupa društvo pred sudovima i drugim organima. Ovlašćenja zastupnika mogu se ograničiti na:
- zaključivanje određenih ugovora
- vršenje određenih pravnih radnji i
- zaključivanje ugovora i vršenje drugih pravnih radnji samo uz saglasnost organa upravljanja.

Ovlašćenja zastupnika mogu se ograničiti i posebnim zakonom, kao i odlukom suda ali se ne mogu postaviti i registrovati vremenska ograničenja ovlašćenja zastupnika. Ukoliko zastupnik prekorači granice ovlašćenja, zastupani je u obavezi samo ukoliko odobri prekoračenje - ratifikacija. ako pak zastupani odbije odobrenje, zastupani i zastupnik su solidarni za štetu koju je druga strana pretrpela, ako je bila svesna. Takođe, vredi napomenuti, da ovlašćenje za zastupanje u kojem nije navedeno nikakvo ograničenje treba smatrati neograničenim. Ovlašćenja zastupnika privrednog društva (ili preduzetnika), odnosno ograničenja njegovih ovlašćenja registruju se i objavljuju. Uloga zastupništva danas je ogromna, i ne može se zamisliti svakodnevni život, pogotovo zbog poslovno nesposobnih lica (čiji je broj ogroman), čime se na ovaj način omogućuje da stiču prava i obaveze iz skoro svih ugovora, poslovnim ljudima da u pravnom prometu učestvuju u neuporedivo većem obimu, kroz zastupništvo se omogućuje organizacija zaštite važnih interesa odsutnih lica i lica čije je mesto boravka nepoznato.
Ovlašćenja za zastupanje i njihova ograničenja se registruju i javno su dostupna putem sajta Agencije za privredne registre